# Patrick Kerr
Patrick Kerr (Wilmington, 23 gennaio 1956) è un attore statunitense.

## Biografia
Ha lavorato in svariati telefilm come Curb Your Enthusiasm, E.R. - Medici in prima linea, Seinfeld, Law & Order, The Drew Carey Show, 3rd Rock from the Sun, Will & Grace, Friends e il suo spin-off Joey. Ha avuto anche un importante ruolo come personaggio ricorrente nella sit-com Frasier dove interpretava Noel Shempsky.
Lavora anche per il California Shakespeare Theater, il South Coast Repertory, il Berkeley Rep, e molti altri.

## Filmografia

### Cinema
- Jeffrey, regia di Christopher Ashley (1995)
- Ed - Un campione per amico (Ed), regia di Bill Couturiè (1996)
- Anche i dentisti vanno in paradiso (Toothless), regia di Melanie Mayron (1997)
- George Lucas in Love, regia di Joe Nussbaum – cortometraggio (1999)
- Domino, regia di Tony Scott (2005)
- Goldfish, regia di Joe Wein – cortometraggio (2007)
- Anesthesia, regia di Tim Blake Nelson (2015)

### Televisione
- Law & Order - I due volti della giustizia (Law & Order) – serie TV, episodio 3x22 (1993)
- Acapulco H.E.A.T. – serie TV, episodio 1x16 (1994)
- The George Carlin Show – serie TV, episodio 1x08 (1994)
- Frasier – serie TV, 22 episodi (1994-2004)
- Star Trek: Voyager – serie TV, episodio 2x08 (1995)
- The Drew Carey Show – serie TV, episodi 1x04-1x07 (1995)
- The Home Court – serie TV, episodi 1x05-1x11 (1995-1996)
- Friends – serie TV, episodio 2x14 (1996)
- The Parent 'Hood – serie TV, episodio 2x15 (1996)
- Seinfeld – serie TV, episodi 7x21-7x22 (1996)
- L'atelier di Veronica (Veronica's Closet) – serie TV, episodio 1x10 (1997)
- Una famiglia del terzo tipo (3rd Rock from the Sun) – serie TV, episodi 3x07-3x14 (1997-1998)
- The Brian Benben Show – serie TV, episodio 1x03 (1998)
- Oh Baby – serie TV, 20 episodi (1998-2000)
- Maggie Winters – serie TV, episodio 1x14 (1999)
- The Norm Show – serie TV, episodi 3x11-3x15 (2000-2001)
- Curb Your Enthusiasm – serie TV, 4 episodi (2002-2004)
- Will & Grace – serie TV, episodio 4x16 (2002)
- Strepitose Parkers (The Parkers) – serie TV, episodio 4x05 (2002)
- Prima o poi divorzio! (Yes, Dear) – serie TV, episodio 3x12 (2002)
- Sabrina, vita da strega (Sabrina, the Teenage Witch) – serie TV, episodio 7x22 (2003)
- Just Shoot Me! – serie TV, episodio 7x14 (2003)
- The Brotherhood of Poland, New Hampshire – serie TV, episodi 1x02-1x04-1x05 (2003)
- E.R. - Medici in prima linea (ER) – serie TV, episodi 10x17-10x20 (2004)
- Joey – serie TV, episodio 1x18 (2005)
- Eve – serie TV, episodio 3x14 (2006)
- La complicata vita di Christine (The New Adventures of Old Christine) – serie TV, episodio 1x07 (2006)
- Hannah Montana – serie TV, episodio 1x06 (2006)
- CSI - Scena del crimine (CSI: Crime Scene Investigation) – serie TV, episodio 6x24 (2006)
- Crossing Jordan – serie TV, episodio 6x11 (2007)
- On the Lot – serie TV, episodio 1x07 (2007)
- Jessie – serie TV, episodio 2x16 (2013)
- Elementary – serie TV, episodio 2x04 (2013)
- Il premio del destino (The Big Door Prize) – serie TV, 10 episodi (2023)

## Doppiatori italiani
Nelle versioni in italiano delle opere in cui ha recitato, Patrick Kerr è stato doppiato da:
- Mino Caprio in Friends, CSI - Scena del crimine
- Mauro Gravina in Ed - Un campione per amico
- Vittorio Stagni in Frasier (st. 5)
- Vladimiro Conti in Frasier (ep. 10x06)
- Oliviero Dinelli in Will & Grace
- Nino D'Agata in E.R. - Medici in prima linea
- Sergio Lucchetti in Elementary
- Raffaele Palmieri ne Il premio del destino